# Marinella Piolanti
Marinella Piolanti (Ravenna, 15 maggio 1973) è un'ex calciatrice e allenatrice di calcio italiana.

## Carriera

### Club
Inizia a giocare nella Lugo Zambelli di Lugo di Romagna nel 1993, dove esordisce in Serie A. Gioca a Lugo per 6 stagioni per poi passare all'Autolelli Picenum di Ascoli Piceno dove rimane fino alla fine della stagione 2000-2001.
Nell'estate 2001 Marinella Piolanti decide di accettare la proposta del Milan, per giocare a Milano in Serie A nella stagione 2001-2002. Veste la maglia rossonera per cinque stagioni, raggiungendo come massimo risultato il secondo posto nella sua stagione iniziale.
Durante il calciomercato dell'estate 2006 trova un accordo con il CMC Dinamo Ravenna, neopromosso in Serie A2, l'allora secondo livello del campionato italiano femminile di calcio. Con le giallorosse gioca per quattro stagioni, tutte in A2, rimanendo in organico anche dopo la fusione della società con il Cervia per dare origine alla Riviera di Romagna.
Iscritta al campionato di Serie A2, alla sua prima stagione vestendo i colori giallo-rosso-blu della Riviera di Romagna, la 2010-2011, contribuisce alla conquista della prima posizione del Girone e la storica promozione alla Serie A. Alla sua prima stagione nella massima serie contribuisce a far raggiungere la salvezza della squadra che si classifica al decimo posto, l'ultimo disponibile per non retrocedere. Al termine della stagione decide di lasciare la Riviera di Romagna con un tabellino personale di 40 presenze, 18 in A2 e 22 in A, con una rete siglata nella stagione 2010-2011.
Nell'estate 2012, decide di intraprendere una nuova avventura con il San Zaccaria, società con cui riesce a gestire le sue intenzioni di intraprendere l'attività di allenatrice. Dopo un buon campionato di A2 nella stagione 2012-2013, l'ultimo della serie per la riforma del campionato voluta dalla federazione, nella successiva stagione contribuisce a riconquistare la promozione in Serie A, la sua seconda personale e la prima per la società biancorossa.

### Nazionale
Nel maggio del 1996 fu convocata per la nazionale, nel 1997 partecipa agli Europei Norvegia-Svezia, dove l’Italia arrivò seconda.

### Allenatrice
Dopo aver conseguito il patentino inizia ad allenare i maschietti delle giovanili del Classe, quindi, pur rimanendo in rosa con la squadra del San Zaccaria, inizia a seguire le Under-19 biancorosse che partecipano alla stagione 2013-2014 del Campionato Primavera, affiancando inoltre il ds e allenatore Fausto Lorenzini della formazione titolare dalla seconda metà della stagione 2015-2015. I risultati ottenuti dalla squadra, con la salvezza raggiunta ai Play-out con il 2-1 ottenuto nei confronti del Riviera di Romagna, la società decide di affidarle la panchina della squadra titolare per la stagione 2015-2016.. Rimane alla direzione tecnica della squadra per tutta la stagione fino al suo avvicendamento dell'estate 2016 con Gianluca Nardozza.
Dal luglio 2021 allena le Saline Romagna Women di Montaletto di Cervia (Ex Aurora San Giorgio di Cesena).

## Presenze e reti nei club
Aggiornato al 9 maggio 2015.
| Stagione                  | Squadra                   | Campionato                | Campionato | Campionato | Coppe nazionali | Coppe nazionali | Coppe nazionali | Totale | Totale |
| Stagione                  | Squadra                   | Comp                      | Pres       | Reti       | Comp            | Pres            | Reti            | Pres   | Reti   |
| ------------------------- | ------------------------- | ------------------------- | ---------- | ---------- | --------------- | --------------- | --------------- | ------ | ------ |
| 2004-2005                 | ACF Milan                 | Serie A                   | ?          | ?          | CI              | ?               | ?               | ?      | ?      |
| 2005-2006                 | ACF Milan                 | Serie A                   | ?          | 1          | CI              | ?               | ?               | ?      | ?      |
| Totale Milan              | Totale Milan              | Totale Milan              | ?          | 1          |                 | ?               | ?               | ?      | ?      |
| 2006-2007                 | Dinamo Ravenna            | Serie A2                  | ?          | ?          | CI              | ?               | ?               | ?      | ?      |
| 2007-2008                 | Dinamo Ravenna            | Serie A2                  | 20         | 1          | CI              | ?               | ?               | ?      | ?      |
| 2008-2009                 | Dinamo Ravenna            | Serie A2                  | 22         | 0          | CI              | ?               | ?               | ?      | ?      |
| 2009-2010                 | Dinamo Ravenna            | Serie A2                  | 21         | 0          | CI              | ?               | ?               | ?      | ?      |
| Totale Dinamo Ravenna     | Totale Dinamo Ravenna     | Totale Dinamo Ravenna     | 63         | 1          |                 | ?               | ?               | ?      | ?      |
| 2010-2011                 | Riviera di Romagna        | Serie A2                  | 18         | 1          | CI              | ?               | ?               | ?      | ?      |
| 2011-2012                 | Riviera di Romagna        | Serie A                   | 22         | 0          | CI              | ?               | ?               | ?      | ?      |
| Totale Riviera di Romagna | Totale Riviera di Romagna | Totale Riviera di Romagna | 40         | 1          |                 | ?               | ?               | ?      | ?      |
| 2012-2013                 | San Zaccaria              | Serie A2                  | 21         | 2          | CI              | ?               | ?               | ?      | ?      |
| 2013-2014                 | San Zaccaria              | Serie B                   | 21         | 0          | CI              | ?               | ?               | ?      | ?      |
| 2014-2015                 | San Zaccaria              | Serie A                   | 1          | 0          | CI              | ?               | 0               | 0      | ?      |
| Totale carriera           | Totale carriera           | Totale carriera           | 146        | 5          |                 | ?               | ?               | ?      | ?      |

## Palmarès

### Club
- Campionato italiano di Serie A2: 1

Riviera di Romagna: 2010-2011
- Campionato italiano di Serie B: 1

San Zaccaria: 2013-2014